# Иван Нивянин
Иван Недков Нивянин (Иван Недков Върбанчов) е български поет. Участник в комунистическото съпротивително движение по време на Втората световна война. Партизанин от Партизански отряд „Гаврил Генов“.

## Биография
Иван Нивянин е роден на 26 декември 1919 г. в с. Джурилово (дн. Нивянин), Белослатинско. Отрано заживява с неволите на своите съселяни и с мечтата за по-човешки живот. Като студент във Варненската търговска академия, взема активно участие в борбите на студентите от БОНСС. След това участва във всички студентски вълнения и прояви в София. Работи по читалищна и кооперативна линия, пише стихове и статии, става куриер между ЦК на БРП (к) и Врачанския областен комитет. През цялото време поддържа връзка и с ремсистките организации и в родното си с. Джурилово.
Участва в Съпротивителното движение по време на Втората световна война. След нахлуването на германците в СССР, заработва още по-усилено сред младежта в своя роден край. Разнася комунистически пропагандни материали, намира квартири за нелегални дейци, събира помощи за затворници и концлагеристи, участва в нелегални срещи и конференции, организира снабдяването на партизански отряд „Гаврил Генов“ с храна, облекло и медикаменти. През 1943 г. преминава в нелегалност и се присъединява към Партизански отряд „Гаврил Генов“. Приема паризанско име Сергей Жаров.
На 28 май 1944 г. е тежко ранен при нападение на с. Соколаре. Умира в партизанска землянка на 29 май 1944 г. в местността „Усоето“ в околностите на с. Буковец, Белослатинско. .

## Произведения
- „Първа пролет“, стихотворения, 1955 г.
- „Биографичен очерк и избрани стихотворения“, 1958 г.
- „Избрани произведения“, подбор и предговор от Божидар Божилов, 1960 г.